# Gilles Deschamps
Gilles Deschamps, aussi Gilles des Champs (Aegidius  Campis), né vers 1350 à Rouen où il est mort le 15 mars 1414, est un professeur de théologie et cardinal français du XVe siècle.

## Biographie
Il est le fils de Robert Deschamps, maire de Rouen, et de Thomasse de Maudétour.
Le théologien Jean Gerson et le cardinal Pierre d'Ailly étudient avec lui au collège de Navarre. Deschamps est chanoine à Rouen et négocie à faire abdiquer[style à revoir] l'antipape Benoît XIII. Il est confesseur et aumônier du roi Charles VI de France. Deschamps est nommé évêque de Coutances en 1408. Il participe au concile de Pise en 1409, comme ambassadeur du roi de  France et évêque de Coutances.
Premier chapelain du roi, l'antipape Jean XXIII le crée cardinal lors du consistoire du 6 juin 1411. Il est donc considéré comme un pseudo-cardinal comme le fut Pierre d'Ailly.

## Sources
- Hélène Millet, Le cardinal Gilles des Champs (ca 1350-1414) in Les Prélats, l'Église et la société : XIe-XVe siècles : hommage à Bernard Guillemain par Françoise Bériac. Talence : CROCEMS : Université Michel de Montaigne, Bordeaux III, 1994, p. 231-241.
- Gilles des Champs sur le site Miranda